# Wakako Mizuki
Wakako Mizuki (水樹 和佳子, Mizuki Wakako) est une mangaka et écrivaine née le 22 mars 1953 à Tōkyō, au Japon.
Elle est principalement connue pour son manga Itihāsa (イティハーサ) pour lequel elle reçoit le prix Seiun du meilleur manga de l'année en 2000.

## Biographie
Wakako Mizuki, née le 22 mars 1953  à Tōkyō, est aussi connue sous le pseudonyme Waka Mizuki (水樹和佳). Elle fait partie de la relève du groupe de l'an 24[C'est-à-dire ?].
En 2015, Wakako Mizuki fait partie des auteurs sélectionnés dans le cadre d'une initiative visant à faire la promotion d'écrivains japonais.

## Œuvre

### Manga
- 1975 : Kamometachi e (かもめたちへ?), chez Ribon.
- 1977 : Tennyo Koishi (天女恋詩?), 1 volume chez Shūeisha.
- 1979 : Kasshoku no Douwa (褐色の童話?), 1 volume chez Shūeisha.
- 1980 : Juma Densetsu (樹魔・伝説?), 1 volume chez Shūeisha en 1990, puis chez Sobisha en 1996 et Hayakawa en 2001.
- 1981 : Haiiro no Ohanaryou (灰色の御花?), 1 volume chez Shūeisha.
- 1983 : Umi no Hotori no Oukou de… (海のほとりの王国で…?), 1 volume chez Shūeisha.
- 1984 : Elliott Hitoriasobi (エリオットひとりあそび?), 2 volumes chez Shūeisha. --Waka
- 1987 : Itihāsa (イティハーサ?), 15 volumes chez Shūeisha, réédité en 1989, puis chez Hayakawa (en) en 2000.
- 1989 : Tsukiko no Fushigi (月子の不思議?), 1 volume chez Shūeisha.
- 1997 : Gekkou (月虹?), 1 volume chez Shūeisha, réédité en 2001.
- 2006 : Grayish Melody (グレイッシュ メロディ?), 1 volume chez Hakusensha.

### Nouvelle
- 2000 :
  - 規格はずれ
  - 二〇〇〇年三月九日

- 2001 :
  - 果てなき蒼氓
  - 共鳴者

## Récompenses
- 1981 : 12e Prix Seiun du meilleur manga pour Juma Densetsu[4].
- 2000 : 31e Prix Seiun du meilleur manga pour Itihāsa[4].

## Sources
- (ja) Cet article est partiellement ou en totalité issu de l’article de Wikipédia en japonais intitulé « 水樹和佳子 » (voir la liste des auteurs).